# 日本とキューバの関係
日本とキューバの関係（スペイン語: Relaciones Cuba-Japón、英語: Cuba–Japan Relations）は、1929年12月21日に両国の間で外交関係が開設されたことから正式に始まった。第二次世界大戦で一旦外交関係が中断されたものの、1952年11月21日に外交関係が再開された。日玖関係とも。

## 両国の比較
|             | キューバ                  | 日本                             | 両国の差                |
| ----------- | ------------------------- | -------------------------------- | ----------------------- |
| 人口        | 約1125万人（2022年）      | 1億2614万人（2021年）            |                         |
| 国土面積    | 10万9884 km²              | 37万7972 km²                     | 日本はキューバの約3.4倍 |
| 首都        | ハバナ                    | 東京                             |                         |
| 最大都市    | ハバナ                    | 東京                             |                         |
| 政体        | 一党独裁制 社会主義共和国 | 議院内閣制 立憲君主国            |                         |
| 公用語      | スペイン語                | 日本語（事実上）                 |                         |
| 国教        | 無し                      | 無し                             |                         |
| GDP（名目） | N/A                       | 4兆1,162億4200万米ドル（2015年） |                         |
| 防衛費      | N/A                       | 409億米ドル（2015年）            |                         |

## 概史

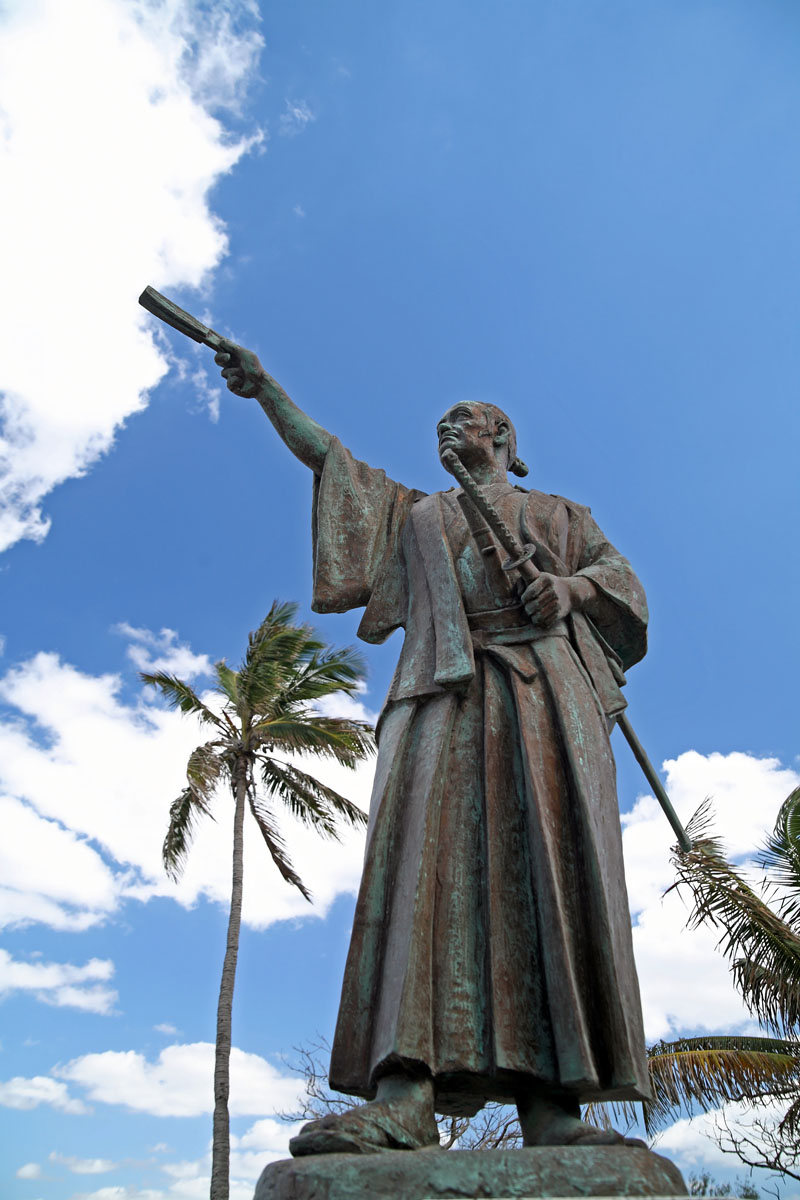
ハバナ旧市街中心部に位置する仙台城壁公園にある支倉常長像

### 江戸時代（1603年 - 1868年）

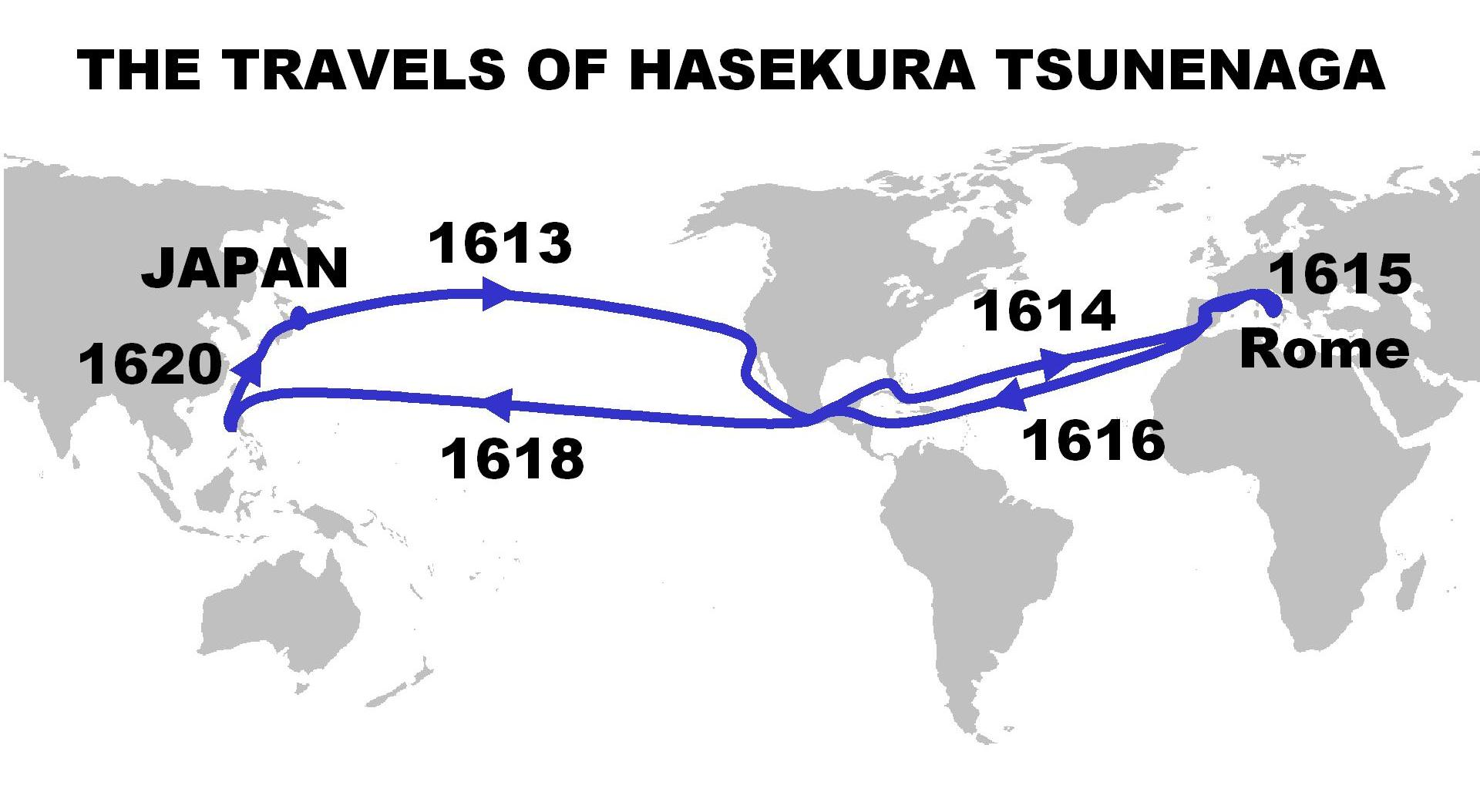
支倉常長（慶長遣欧使節）の行程

文献で確認できる日本とキューバの交流は、豊臣秀吉の遺児秀頼が大坂城に未だ勢力を保っていた1614年までさかのぼる。1613年の秋に宣教師ルイス・ソテロを正使、支倉常長を副使として仙台藩月ノ浦（現・石巻市）を出発した慶長遣欧使節が、太平洋経由でスペイン帝国本土に向かう途中の翌1614年7月23日、当時スペイン副王領ヌエバ・エスパーニャの一地方都市であったハバナに立ち寄って、8月初旬まで滞在した。後年の話になるが、2001年、支倉常長にゆかりのある仙台育英学園がこの史実を記念して、創立百周年記念事業の一環としてハバナに支倉常長の像を寄贈した。この銅像は、彫刻家の土屋瑞穂が台座に仙台城石垣の石を用いて制作したものであり、同年4月26日には除幕式が行われた。
1620年8月、支倉の率いる慶長遣欧使節が、正使であった宣教師ソテロを連れずに帰朝した。支倉らが7年ほど外遊していた間に、日本では大坂に拠っていた秀頼が母淀殿らと共に自害して豊臣氏が滅亡、徳川氏の政道に異を唱える勢力が一掃され、キリシタン旧教勢力による内政干渉を断固排撃して内政干渉をしないキリシタン新教勢力のオランダのみと国交を結ぶことを基本方針とした鎖国体制が築かれつつあったため、旧教勢力の大国スペインの息のかかったソテロをマニラに置き去りにして帰朝せざるを得なかったのである。1622年9月、慶長遣欧使節の正使を務めていたソテロが日本に密入国しようとしたところ、幕府に露見して捕らえられた。その翌々年の1624年、かつてキリシタン大名大村純忠が統治していた長崎の大村で焚刑に処された。また、この年に日本はスペインとの国交を断絶し、キューバを含むスペイン副王領ヌエバ・エスパーニャとの外交関係も途絶した。以後、江戸幕府が倒れるまで国交が回復することはなかった。

### 明治維新から第二次世界大戦終結まで（1868年 - 1945年）
正式な外交関係開設に先立つ約30年前の1898年、日本人農業移民がキューバに初めて入植した。1998年には、日本人のキューバ移住100周年を記念して様々な文化行事が催された。
1929年12月21日、日本とキューバの間で正式に外交関係が開設された。しかし、1941年12月8日に帝国海軍がハワイの真珠湾を攻撃して太平洋戦争が勃発したことは両国の友好関係の破綻をもたらした。翌9日、キューバは早くも旗幟を鮮明にし、日本に対して宣戦布告した。その後、日本とキューバは国交を回復させることがないまま、1945年8月に日本がポツダム宣言を受諾して降伏した。

### 国交再開から冷戦終結まで（1952年 - 1989年）

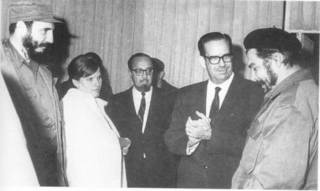
フィデル（左端）とゲバラ（右端）

1952年4月28日、サンフランシスコ講和条約が発効したことにより、日本は国際社会の一員として復帰した。キューバもサンフランシスコ講和条約に署名した49ヶ国のうちの一国であり、同年8月12日にキューバ国内で同条約が批准され、11月21日には正式に両国間の外交関係が再開された。
1959年1月1日、フィデル・カストロを指導者とする革命勢力が、アメリカ合衆国や西側資本の強い影響下にあったバチスタ政権を打倒してキューバに革命政権を樹立した（キューバ革命）。それまで親米反共のバチスタ政権により弾圧されていた人民社会党（後のキューバ共産党）は、以後、同国で唯一の政権政党となってキューバを統治することになる。フィデルと共に革命に挺身したチェ・ゲバラは、キューバでの革命成就のみを以て足れりとせず後にボリビアに渡航して更なる革命に身を捧げたが、オルトゥーニョ政権側の勢力に捕らえられて、裁判なしの大統領令により銃殺された。革命に殉じたチェ・ゲバラは、当時だけでなく21世紀になってもなお日本や世界でTシャツになるなどして愛され続けている。
キューバ革命の頃には既に資本主義陣営と共産主義陣営が互いに勢力争いをする冷戦構造が出来上がっており、資本主義陣営の盟主であるアイゼンハワー政権のアメリカはキューバでの共産主義政権の樹立を歓迎しなかった。アメリカは革命政権を承認しないだけでは飽き足らず、1961年にはキューバと国交を断絶して（以後、オバマ政権2期目の2015年まで断交が続く）、更には軍事力の行使や暗殺工作などの手段を駆使してフィデル・カストロ政権の転覆を企てた。しかしアメリカによるキューバの政権転覆計画はいずれも奏功せず、キューバの革命政権はソ連邦との関係を強化することで生き残りを図った。1962年の夏頃、ソ連邦からの軍事援助を受けたキューバに核ミサイルおよびその運搬手段が持ち込まれたことで、アメリカとソ連邦の東西対立は頂点に達した。キューバからアメリカのフロリダ州まで約150kmしか離れておらず、ケネディ政権のアメリカはキューバにおける核ミサイル基地の建設を断固として認めなかった。同年11月にソ連邦のフルシチョフ書記長がキューバのミサイル撤去に合意したおかげで、人類は核戦争を回避することに成功した（キューバ危機）。このように、アメリカとキューバとの間で深刻な対立があったにも関わらず、日本はキューバとの国交を断絶せず友好関係を維持する道を選んだ。

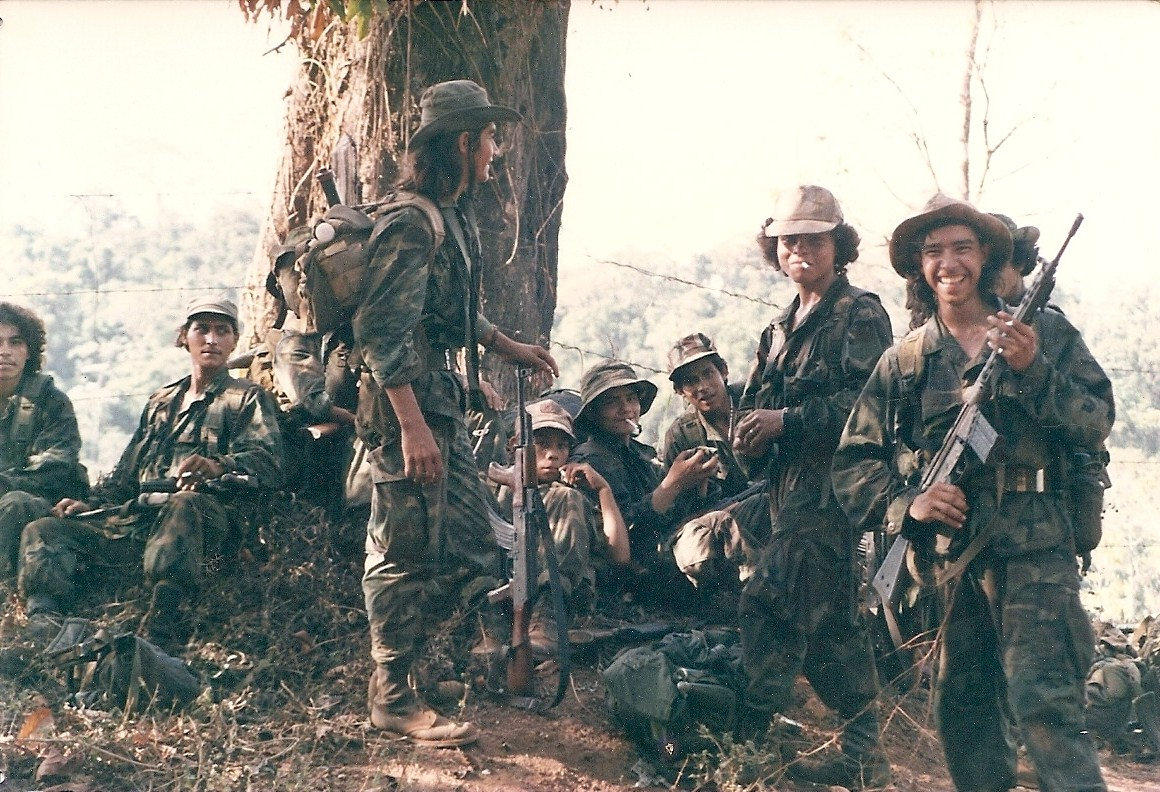
ニカラグアの反共武装組織民主革命同盟（ARDE）のゲリラが休憩している様子（1987年）

1984年11月20日、当時の日本共産党委員長不破哲三がキューバの首都ハバナでフィデル・カストロと会談を行った。当時の国際情勢は冷戦が再び激化しており、共産主義陣営の盟主ソ連邦によるアフガニスタンに対する軍事介入をアメリカや日本など資本主義諸国が侵略であるとして非難する一方で、アメリカも共産主義政権が樹立されたばかりのニカラグアの反共の反政府勢力に対して憚ることなく軍事支援を行っていた（コントラ戦争）。フィデルは、不破に日本の政治や産業に対する諸事情について矢継ぎ早に質問を投げかけ、その一方で、ニカラグアの共産主義政権を倒すために反共勢力への軍事支援を含んだ内政干渉を躊躇なく行う米帝国主義への強い警戒心を吐露した。このフィデルと不破の会談は3時間15分にも及んだ。

### 冷戦終結後（1989年 - ）
2016年11月25日、キューバを統治してきたフィデル・カストロが逝去。同日中、岸田文雄外務大臣がまずブルーノ・ロドリゲス外相に宛てて弔電を送り、同月28日には政権与党から岸田外務大臣のほか、岸信夫外務副大臣、薗浦健太郎外務副大臣、武井俊輔外務大臣政務官が在京キューバ大使館を訪ねて、弔意を表明した。野党からは、共産党の委員長を務める志位和夫がキューバ大使館を弔問。同じく共産党の不破も同大使館を訪問して「諸民族の自決権を語り合った32年前の会談、いまも深く心に刻んでいます。日本共産党 不破哲三」と記帳した。同じく11月28日、古屋圭司日本・キューバ友好議員連盟会長が総理特使としてキューバへ赴き、現地で開催された葬儀に参列した。

## 文化交流
1968年1月、ハバナにおいて「アジア・アフリカ・ラテンアメリカ問題についての国際知識人会議」（スペイン語: Reunión de intelectuales de todo el mundo sobre problemas de Asia, África y América Latina）が開かれ、日本からは松本清張・窪田精（文学）、山本薩夫・羽仁進（映画）、見砂直照（音楽）、本田良介・山本進（ジャーナリスト）の7名が参加し、窪田は日本の文化状況について報告した。

### 映画
キューバ革命の10年後、当時まだベトナム戦争の最中にあった1969年に、黒木和雄監督が史上初となる日本・キューバ合作映画『キューバの恋人』（スペイン語: La novia de Cuba ラ・ノビア・デ・クーバ）を公開した。舞台は1968年のキューバで、20代の津川雅彦がハバナを訪れる日本人青年役として主演男優を務めて、ジュリー・プラセンシアがタバコ工場で働く女工であり民兵でもある現地人女性役として主演女優を務めた。本作は自主上映により公開されたが、当時の日本で盛り上がっていた学生運動に水を差す映画であるという受け止められ方をするなどして興行成績は不調に終わり、黒木監督は膨大な借財を背負うことになった。

### 野球
野球は北米と極東アジア、カリブ諸国を除くとあまり人気がないスポーツだが、日本とキューバでは共に野球の人気が高い。それゆえ、野球での両国の交流も深い。
1980年に日本でおこなわれた世界選手権では、日本とキューバとが優勝を争い、直接対決で1－0で勝ったキューバがそのまま優勝した。
1992年バルセロナオリンピックの野球競技で日本代表とキューバ代表が対戦して、キューバが8－2で日本を破った。両国とも決勝トーナメントに進出して、キューバが優勝を飾った。日本は台湾代表（チャイニーズタイペイ）に敗れたが、3位決定戦でアメリカ代表に勝って銅メダルを獲得した。2004年アテネオリンピック野球競技でも日本とキューバが対戦しており、両国の直接対決では日本が6－3で勝っている。両国ともに決勝トーナメントに進出したが、日本が準決勝でオーストラリア代表に敗退したため決勝トーナメントではキューバと対戦できなかった。アテネ五輪でもキューバが優勝して、日本が3位という結果で終わった。
2006年に開催されたワールド・ベースボール・クラシック（WBC）第1回大会でも、日本とキューバの両国の代表が参加している。この大会では、両国ともに決勝戦まで進出しなければ決して対戦できない組み合わせのカードだったが、日本代表とキューバ代表は共に準決勝まで勝ち抜いて決勝戦で対決した。日本が10－6で勝ち、記念すべきWBC初優勝を飾った。敗れたキューバも、WBC初準優勝を勝ち取ったことになる。
2012年には、侍ジャパンマッチと銘打って日本とキューバの2ヶ国間で国際親善試合が開催された。この試合では、日本が2連勝して勝利している。

### 囲碁
チェスは盛んであったが、囲碁は在キューバ日本大使館からハバナ大学へ寄贈された英語の本で数学科の関係者が学ぶ程度だった。日本から赴任した日野自動車の現地駐在員から指導を受けたラファエル･トレス･ミランダがキューバが囲碁連盟会を設立して普及を始めて以降、日本文化の人気や政府の頭脳スポーツ支援と合わさって徐々に浸透していった。

## 外交使節

### 駐日キューバ大使・公使

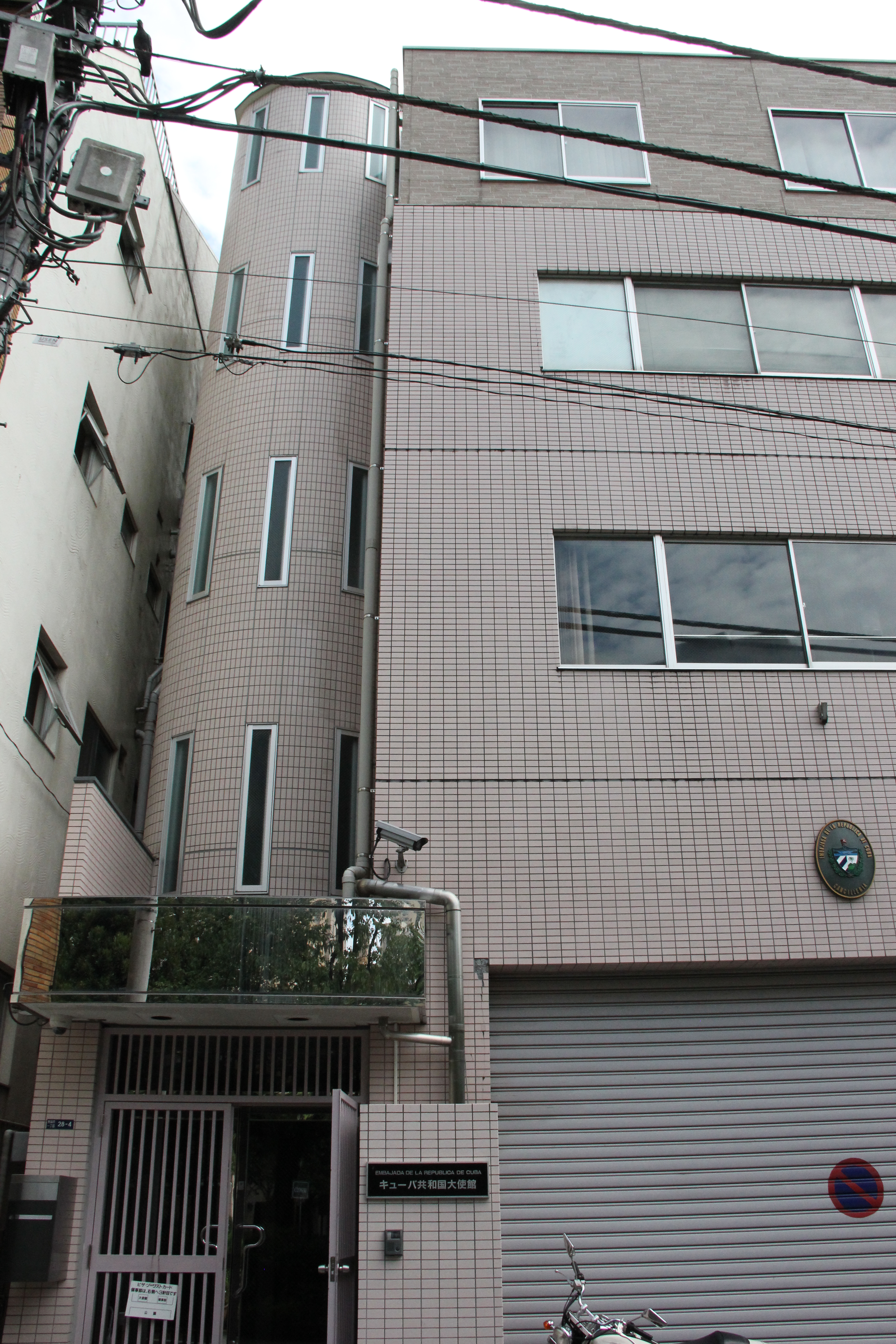
駐日キューバ大使館（2012年7月）

#### 駐日キューバ公使
1. オレステス・フェラーラ（スペイン語版、英語版）（ワシントンD.C.常駐、1931年）[35]
  - （臨時代理公使）カリクスト・ウィットマーシュ（1931～1935年）[35]
  - （臨時代理公使）アメリコ・クルス・イ・フェルナンデス（ドイツ語版）（1935～1937年）[35]
  - （臨時代理公使）フロレンシオ・ゲーラ（1937～1941年）[35]
  - 空席（1941～1955年）
  - （臨時代理公使）ホセ・ガルシア＝モンテス・イ・アングロ（1955～1957年）[36]

#### 駐日キューバ大使
- ホセ・ガルシア＝モンテス・イ・アングロ（臨時代理公使より昇格、1957～1958年）[36][37]
  - （臨時代理大使）ファウスト・スアレス・ロドリゲス（1958～1959年）[37]
- マリオ・アルスガライ・ラモス・イスキエルド（1959～1961年）[37][38]
  - （臨時代理大使）オスカル・オラマス・オリバ（1961年）[37]
- セグンド・セバジョス・パレハ（1961年）[37]
- リカルド・カブリサス・ルイス（ドイツ語版）（1971～1973年）[37]
- マリオ・ガルシア・インチャウステギ（英語版）（1974～1977年、信任状捧呈は4月2日[39]）
- ホセ・アルマンド・ゲラ・メンチェロ（1978～1982年）
- アマデオ・ブランコ・バルデス＝ファウリー（1989年以前[40][41]～1991年[42]）
- エドゥアルド・デルガード・ベルムーデス（1991～1996年、信任状捧呈は12月2日[43]）
- エルネスト・メレンデス・バックス（スペイン語版）（1996～2002年[44]、信任状捧呈は4月22日[45]）
  - （臨時代理大使）ホセ・マヌエル・ガレーゴ・モンタノ（2002～2003年）
- オルランド・エルナンデス・ギジェン（2003～2007年、信任状捧呈は2月3日[46]）
  - （臨時代理大使）エルミニオ・ロペス・ディアス（2007年）
- ホセ・アグスティン・フェルナンデス・デ・コシーオ・ロドリゲス（2007～2012年、信任状捧呈は10月19日[47]）
  - （臨時代理大使）アンドレス・ゴンサレス・バジェステル（2012年）
- マルコス・フェルミン・ロドリゲス・コスタ（2012～2016年、信任状捧呈は11月28日[48]）
  - （臨時代理大使）エリザベス・バルデス＝ミランダ・フェルナンデス（2016年）
- カルロス・ミゲル・ペレイラ・エルナンデス（2016～2019年、信任状捧呈は12月7日[49]）
  - （臨時代理大使）マイレム・ロウルデス・リベロ・シルバ（2019～2020年）
  - （臨時代理大使）クラウディオ・ラウル・モンソン・バエサ（2020年）
- ミゲル・アンヘル・ラミレス・ラモス（2020～2023年、信任状捧呈は3月17日[50]）
  - （臨時代理大使）カティア・モンソン・ウジョア（2023～2024年）
- ヒセラ・ベアトリス・ガルシア・リベラ（2024年～、信任状捧呈は1月17日[51]）

## 注
1. 1 2 3 4  基本情報 | 在キューバ日本国大使館
2. ↑  https://data.un.org/en/iso/cu.html
3. ↑  平成27年国勢調査人口速報集計　結果の概要 - 2016年2月26日
4. ↑  キューバ基礎データ ｜ 外務省
5. ↑  日本の統計2016 第1章～第29章 | 総務省統計局
6. 1 2  キューバ共和国憲法（スペイン語版、英語版）第2条で明確に定められている。
7. ↑  日本国憲法で明確に定められている。
8. ↑  キューバ共和国憲法（スペイン語版、英語版）第8条で明確に政教分離が定められている。
9. ↑  Report for Selected Countries and Subjects | International Monetary Fund （英語）
10. ↑  SIPRI Fact Sheet, April 2016 Archived 2016年4月20日, at the Wayback Machine. （英語） - 2016年4月
11. ↑  日本はもっともっとキューバと仲良くなれる | レアメタル王・中村繁夫の「スレスレ発言録」 | 東洋経済オンライン - 2016年9月23日
12. ↑  キューバ・ハバナで支倉常長像除幕式挙行 - 2001年
13. ↑  大航海時代の駿府の家康公 - 家康の外交文書を作成したソテロ
14. ↑  主な収蔵品（慶長遣欧使節関連年表）｜仙台市博物館
15. ↑  「慶長遣欧使節」派遣400周年 | nippon.com - 2013年1月16日
16. ↑  南蛮-Namban- 昇華した芸術 | 西南学院大学博物館
 - 2015年11月
17. ↑  石川友紀「100周年を迎えたキューバにおける沖縄県出身移民の歴史と実態」『移民研究』第4号、琉球大学移民研究センター、2008年2月、51-72頁、doi:10.24564/0002010146、hdl:20.500.12000/6487、ISSN 1881-0829。
18. ↑  The Cuban Air Force at the Second World War • Rubén Urribarres （英語）
19. ↑  外務省: わかる！国際情勢 Vol.45 キューバの選択～カストロと社会主義 - 2009年10月8日
20. ↑  フィデル・カストロとチェ・ゲバラ | 化学工業日報 - 2016年12月8日
21. 1 2  『しんぶん赤旗』2016年12月2日付、不破の寄稿「心に深く刻まれた32年前の会談」
22. ↑  フィデル・カストロ前国家評議会議長死去、各国指導者の反応　写真2枚　国際ニュース：AFPBB News - 2016年11月27日
23. ↑  フィデル・カストロ前キューバ国家評議会議長の逝去を受けた岸田外務大臣による弔意メッセージ ｜ 外務省 - 2016年11月26日
24. ↑  フィデル・カストロ前キューバ国家評議会議長の逝去を受けた岸田外務大臣による在京キューバ大使館での弔問記帳及びマルミエルカ外国貿易・外国投資大臣との懇談 ｜ 外務省 - 2016年11月28日
25. ↑  キューバのカストロ前議長死去/志位委員長が大使館を弔問 | しんぶん赤旗 - 2016年11月29日
26. ↑  フィデル・カストロ前キューバ国家評議会議長の葬儀への古屋総理特使の参列 ｜ 外務省 - 2016年11月28日
27. ↑  窪田精『文学運動のなかで』（光和堂、1978年）pp.569-570
28. ↑  La novia de Cuba (1969) - FilmAffinity （スペイン語）
29. 1 2  没後十年　黒木和雄映画祭
30. ↑  ジュリーは愛称で、本名はオブドゥリア・プラセンシア (Obdulia Plasencia)。日本のクレジット表記では、もっぱらジュリー・プラセンシアと記されている。
31. ↑  映画「キューバの恋人」 - Staff Blog - 2015年9月16日
32. ↑  日本に加えて、日本に馴染みの深いアメリカ合衆国、韓国、台湾では野球の人気が高いのだが、世界的に見たファン人口ベースでの人気は、サッカー（推定ファン人口35億）、クリケット（同25億）、アイスホッケー（20億）、テニス（10億）、バレーボール（9億）、卓球（8.5億）に次いでの、第7位（5億）でしかない。World's Most Popular Sports by Fans | Topend Sports Network （英語）
33. 1 2  “囲碁の普及キューバでGO！：朝日新聞GLOBE＋”. 朝日新聞GLOBE＋ (2018年8月9日). 2023年11月6日閲覧。
34. ↑  キューバ囲碁アカデミー - 在キューバ日本大使館
35. 1 2 3 4  鹿島守之助『日本外交史 別巻3』（鹿島研究所出版会、1974年）、p.672
36. 1 2  ホセ・ガルシア モンテス・Y.A.とは？ 意味や使い方 - コトバンク
37. 1 2 3 4 5 6  鹿島守之助『日本外交史 別巻3』（鹿島研究所出版会、1974年）、p.673
38. ↑  R.I.M. アルスガライとは？ 意味や使い方 - コトバンク
39. ↑  外務省情報文化局『外務省公表集（昭和四十九年）』「六、儀典関係」「7 新任駐日キューバ共和国大使の信任状捧呈について」
40. ↑  List of Official Mourners Representing Foreign Countries and International Organizations at the Funeral Ceremony of Emperor Showa | Diplomatic Bluebook 1989 （英語）
41. ↑  Foreign Representatives, Heads of Missions and Accompanying Persons at the Ceremony of the Enthronement of the Emperor at the Seiden | Diplomatic Bluebook 1991 （英語）
42. ↑  ご引見（平成3年） - 宮内庁
43. ↑  信任状捧呈式（平成3年） - 宮内庁
44. ↑  ご引見（平成14年） - 宮内庁
45. ↑  信任状捧呈式（平成8年） - 宮内庁
46. ↑  新任駐日キューバ共和国大使の信任状捧呈について | 外務省 - 2003年1月31日
47. ↑  外務省: 新任駐日キューバ共和国大使の信任状捧呈について - 2007年10月18日
48. ↑  外務省: 新任駐日キューバ共和国大使の信任状捧呈について - 2012年11月28日
49. ↑  駐日キューバ大使の信任状捧呈 ｜ 外務省 - 2016年12月7日
50. ↑  駐日キューバ大使の信任状捧呈｜外務省
51. ↑  駐日キューバ共和国大使信任状捧呈｜外務省